# Pole position
Pole position er et udtryk i motorsport, der betyder at starte som forreste bil i startfeltet.
Vigtigheden af at starte i pole position varierer fra klasse til klasse: der er  mere fokus på at kvalificere sig til pole position i et Formel 1-løb end i et løb i Le Mans-serien. Det skyldes dels, at løbene i Le Mans-serien varer længere end Formel 1-løbene, dels at Le Mans-serien benytter "rolling start", hvor bilerne "ruller" over stregen ved løbets start, snarere end "standing start" , hvor bilerne holder stille ved løbsstart.
En pole position sikrer dels et godt udgangspunkt for køreren, der ikke skal overhale nogen for at placere sig til top-point, dels at køreren holdes ude af den mere kaotiske situation i midt-feltet, hvor de mange tætpakkede biler kan lede til uheld, der i værste fald kan skade kørerens bil i en grad, der tvinger ham/hende til at trække sig fra løbet.